# Distretto di Kuz Kunar
Il distretto di Kuz Kunar è un distretto dell'Afghanistan appartenente alla provincia del Nangarhar. Viene stimata una popolazione di 27 687 abitanti (stima 2016-17).